# Ordonnance de 1373 sur l’amirauté
L’ordonnance du 7 décembre 1373 sur l’amirauté, la piraterie et les prises maritimes, est une ordonnance du roi de France, Charles V le Sage, donnée à Paris le 7 décembre 1373.
L’ordonnance compte vingt-et-un articles,. Définissant l’office d’Amiral de France, elle est considérée comme l’acte constitutif de l’ Amirauté.